# Доня-Бодежишта
Доня-Бодежишта (серб. Доња Бодежишта / Donja Bodežišta) — село в общине Гацко Республики Сербской Боснии и Герцеговины. В настоящее время село необитаемо.